# Paola Zancani Montuoro
Paola Zancani Montuoro (Napoli, 27 febbraio 1901 – Sant'Agnello, 14 agosto 1987) è stata un'archeologa italiana.

## Biografia
Nacque a Napoli da Raffaele Montuoro, giornalista, e Clotilde Arlotta. Si iscrisse all'Università di Napoli dove, tra gli insegnanti che ebbero un ruolo nella sua formazione, vanno ricordati Antonio Sogliano e Giulio Emanuele Rizzo. Si laureò con lode nel 1923.
Dopo aver sposato un collega, Domenico Zancani, partì nel 1927 per Atene, dove frequentò la Scuola archeologica italiana di Atene. Rimasta vedova nello stesso anno a causa di un'epidemia di tifo, continuò, con molte difficoltà, lo studio intrapreso dal marito sui pinakes di Locri.
Paola Montuoro ebbe vasti e vari interessi, come il teatro e il mare. Amava soggiornare a Sant'Agnello nella sua tenuta “Il pizzo”, che difese dalla selvaggia urbanizzazione della penisola sorrentina. Il parco è ancora oggi uno fra i maggiori agrumeti della penisola: risalente all'Ottocento,  ha conservato l'originaria distribuzione degli agrumi. Qui morì nel 1987.

## Carriera

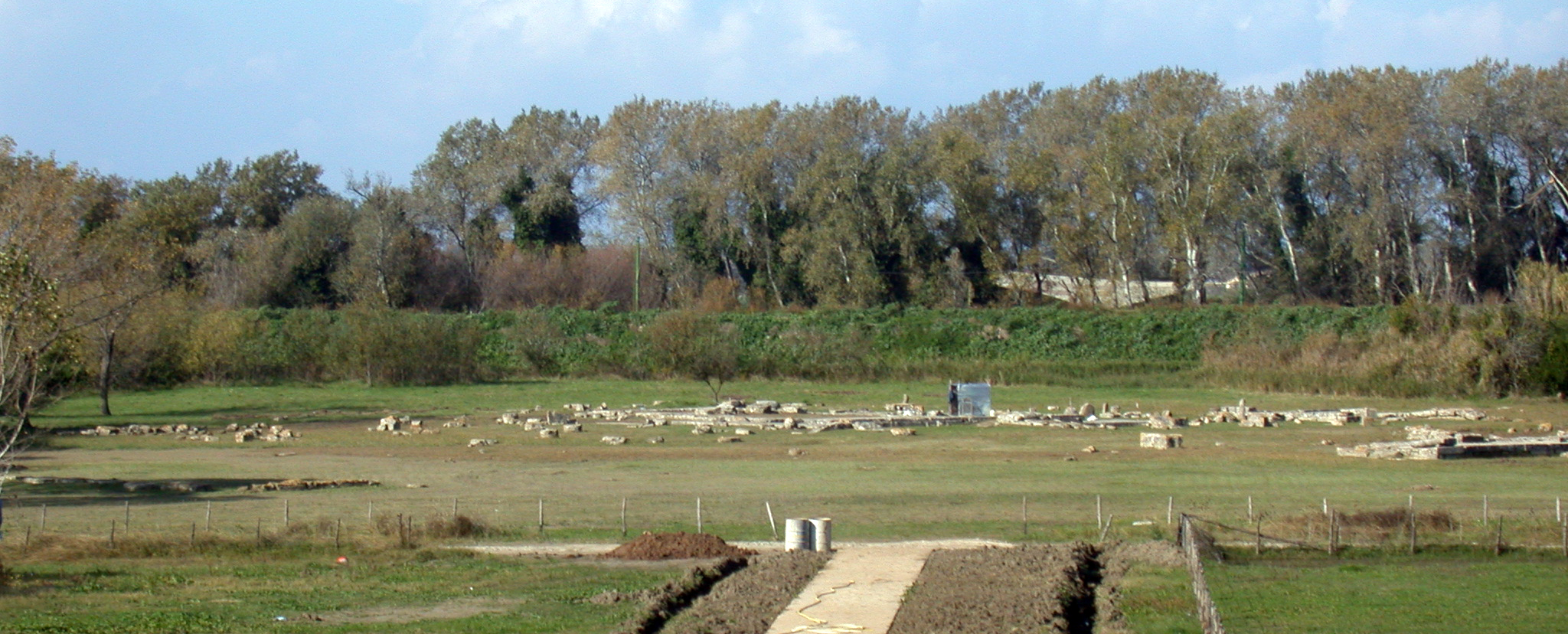
I resti del santuario di Hera Argiva scoperto dalla Zancani Montuoro e da Zanotti-Bianco alla foce del Sele

Partecipò agli scavi e al restauro di monumenti dell'area archeologica di Pompei.
Scrisse anche molte opere, tra cui spiccano gli studi su Prassitele e sulle monete dell’antica Sicilia. 
Attraverso la lettura dei testi di Strabone (Geografia, VI 1.1) e Plinio il Vecchio (Storia Naturale, III.70-71), individuò l'ubicazione del tempio dedicato a Hera Argiva presso la foce del fiume Sele. Fin dal 1926, infatti, aveva maturato un'idea precisa circa la posizione del santuario, allontanandosi dall'indirizzo prevalente all'epoca. Nel 1934, grazie a un sussidio della società Magna Grecia, l'archeologa, insieme a Umberto Zanotti Bianco, poté effettuare degli scavi nell'area della foce del Sele, allora zona paludosa e malarica. Nonostante le difficoltà ambientali e l'opposizione di personaggi politici, l'Heraion fu identificato in località Gromola, nella posizione indicata da Strabone.  Le campagne di scavo susseguitesi fino al 1960 hanno portato alla luce il nucleo del santuario e vario materiale archeologico, tra cui la doppia serie di metope arcaiche riconosciute come prima documentazione plastica della scultura templare della Magna Grecia. Furono ritrovate molte antiche statuette risalenti al VII secolo a.C., circa quaranta metope di un ciclo figurativo dedicato alle fatiche di Ercole e a episodi del ciclo epico di Troia.
Fin dal 1933 e per i decenni a seguire si dedicò allo studio dei pínakes locresi, i bassorilievi in terracotta policroma emersi dagli scarichi votivi del santuario di Lokroi Epizephyrioi. La studiosa riuscì a dare vita ad una classificazione diacronica di massima e ad una serie di articoli editi tra il 1935 e il 1968.
Intorno al 1960 si dedicò alla ricerca del sito dell'antica Sibari, studio già iniziato da Umberto Zanotti Bianco nel 1932 e poi fermato, per l'insufficienza dei dati raccolti, dalle autorità fasciste.
Con i fondi privati raccolti dalla società Magna Grecia, avviò gli scavi nei pressi di Francavilla Marittima, ritrovando così resti dell'età del bronzo, santuari e necropoli.

### Riconoscimenti
Per la sua straordinaria attività conseguì moltissimi riconoscimenti ufficiali: chiamata all'Accademia Nazionale dei Lincei nel 1947, divenne Socio Nazionale nel 1956; fu altresì membro dell'Accademia di Archeologia e Belle Lettere di Napoli, della Deputazione di Storia Patria per la Basilicata e la Calabria, della Pontificia accademia romana di archeologia, della British Academy, e della Hellenic Society (Society for the Promotion of Hellenic Studies) di Londra.
Nel 1950, insieme a Umberto Zanotti Bianco, fu insignita del prestigioso Premio Feltrinelli per l'Archeologia.